# Sanremo 87 (CBS)
Sanremo 87 è un album compilation pubblicato nel febbraio 1987 dall'etichetta discografica CBS.
Si tratta di uno dei tre album contenenti brani partecipanti al Festival di Sanremo 1987.

## Tracce
1. Marcella Bella - Tanti auguri
2. Fausto Leali - Io amo
3. Ricchi e Poveri - Canzone d'amore
4. Tony Esposito - Sinuè
5. Luca Barbarossa - Come dentro un film
6. Patty Pravo - Pigramente signora
7. Eduardo De Crescenzo - L'odore del mare
8. Mango - Dal cuore in poi
9. Lena Biolcati - Vita mia
10. Le Orme - Dimmi che cos'è
11. Fiorella Mannoia - Quello che le donne non dicono
12. Al Bano e Romina Power - Nostalgia canaglia
13. Dori Ghezzi - E non si finisce mai
14. Alessandro Bono - Nel mio profondo fondo
15. Mediterranea - Cantare
16. Bangles - Walk Like an Egyptian
17. Spandau Ballet - Trough the Barricades
18. Europe - The Final Countdown